# Neustadt bei Coburg
Neustadt bei Coburg (ufficialmente Neustadt b.Coburg) è una città tedesca di 16 368 abitanti, situata nel land della Baviera.

## Amministrazione

### Gemellaggi
Neustadt è membro del gemellaggio internazionale "Neustadt in Europa", che riunisce 36 città e comuni che portano nel nome la dicitura Neustadt ("città nuova").